# Ларімор (Північна Дакота)
Ларімор (англ. Larimore) — місто (англ. city) в США, в окрузі Гранд-Форкс штату Північна Дакота. Населення — 1260 осіб (2020).

## Географія
Ларімор розташований за координатами 47°54′32″ пн. ш. 97°37′38″ зх. д. / 47.90889° пн. ш. 97.62722° зх. д. (47.909019, -97.627266).  За даними Бюро перепису населення США в 2010 році місто мало площу 1,54 км², уся площа — суходіл.

### Клімат
| Клімат : Ларімор        | Клімат : Ларімор | Клімат : Ларімор | Клімат : Ларімор | Клімат : Ларімор | Клімат : Ларімор | Клімат : Ларімор | Клімат : Ларімор | Клімат : Ларімор | Клімат : Ларімор | Клімат : Ларімор | Клімат : Ларімор | Клімат : Ларімор | Клімат : Ларімор |
| Показник                | Січ.             | Лют.             | Бер.             | Квіт.            | Трав.            | Черв.            | Лип.             | Серп.            | Вер.             | Жовт.            | Лист.            | Груд.            | Рік              |
| Абсолютний максимум, °C | 15,6             | 19,4             | 29,4             | 37,8             | 41,7             | 40,6             | 43,9             | 40,0             | 42,8             | 33,3             | 25,0             | 17,2             | 43,9             |
| Середній максимум, °C   | −9,7             | −6,8             | 0,6              | 11,2             | 19,4             | 24,3             | 27,4             | 26,8             | 20,9             | 13,4             | 2,0              | −5,9             | 10,4             |
| Середній мінімум, °C    | −20,7            | −18,2            | −10,4            | −1,7             | 4,8              | 10,7             | 13,3             | 11,8             | 6,5              | 0,3              | −8,2             | −16,2            | −2,3             |
| Абсолютний мінімум, °C  | −41,1            | −40,6            | −34,4            | −23,3            | −19,4            | −4,4             | 1,1              | −1,1             | −7,8             | −21,1            | −32,8            | −37,8            | −41,1            |
| Норма опадів, мм        | 13               | 13               | 20               | 36               | 64               | 86               | 79               | 69               | 51               | 33               | 13               | 20               | 497              |
| ----------------------- | ---------------- | ---------------- | ---------------- | ---------------- | ---------------- | ---------------- | ---------------- | ---------------- | ---------------- | ---------------- | ---------------- | ---------------- | ---------------- |

## Демографія
Згідно з переписом 2010 року, у місті мешкало 1346 осіб у 552 домогосподарствах у складі 358 родин. Густота населення становила 875 осіб/км².  Було 623 помешкання (405/км²).
Расовий склад населення:
| - 92,3 % — білих - 1,6 % — корінних американців - 0,8 % — чорних або афроамериканців - 0,4 % — азіатів - 2,7 % — осіб інших рас |

До двох чи більше рас належало 2,2 %. Частка іспаномовних становила 4,2 % від усіх жителів.
За віковим діапазоном населення розподілялося таким чином: 23,7 % — особи молодші 18 років, 58,2 % — особи у віці 18—64 років, 18,1 % — особи у віці 65 років та старші. Медіана віку мешканця становила 41,6 року. На 100 осіб жіночої статі у місті припадало 92,6 чоловіків;  на 100 жінок у віці від 18 років та старших — 91,2 чоловіків також старших 18 років.
Середній дохід на одне домашнє господарство  становив 54 328 доларів США (медіана — 47 829), а середній дохід на одну сім'ю — 62 764 долари (медіана — 55 573). За межею бідності перебувало 10,4 % осіб, у тому числі 8,7 % дітей у віці до 18 років та 11,9 % осіб у віці 65 років та старших.
Цивільне працевлаштоване населення становило 667 осіб. Основні галузі зайнятості: освіта, охорона здоров'я та соціальна допомога — 26,8 %, роздрібна торгівля — 15,1 %, будівництво — 8,8 %, мистецтво, розваги та відпочинок — 8,7 %.